# Enric Martí i Carreto
Enric Martí i Carreto (Sarrià, ca. 1893 - Barcelona, 26 de febrer del 1971) va ser un empresari català del tèxtil de la segona meitat del segle xx, el qual va adquirir popularitat social per haver estat directiu i president del Futbol Club Barcelona entre els anys 1952 i 1953.

## Presidència del FC Barcelona
Fou fill de Joan Martí i Badia, d'Olesa de Montserrat, i de Maria Carreto i Cosculluela, de l'Havana, Cuba. Entrà en la junta del F.C. Barcelona com a tresorer el 1948 amb Agustí Montal Galobart de president, del qual fou vicepresident i mà dreta. Va ser nomenat president del Consell Directiu en l'assemblea del 13 de novembre del 1950 i el 16 de juliol del 1952 va rebre el traspàs de la presidència de mans d'en Montal.
La seva gestió al capdavant del club va passar a la història per ser l'home que el presidia quan es va produir l'anomenat "afer Di Stéfano". Martí, pressionat a nivell professional i personal, va haver de dimitir el 21 de setembre del 1953 amb tota la seva Junta Directiva després de rebutjar compartir els drets federatius del jugador argentí amb el Reial Madrid.
Presidí el Consorci Tèxtil Cotoner entre el 1946 i el 1948. Va ser vicepresident (1955-1959) i president (1959-1968, per jubilació) de la Junta d'Obres del port de Barcelona.
Es va casar amb Mercedes Rimbau Fort.